# Kotomer
Kotomér je geometrijsko orodje namenjeno za merjenje in risanje kotov poljubne velikosti.
Kotomer klasične oblike ima obliko polkroga ali kroga in ima na obodu označene kotne stopinje. V novejšem času se v šolah dosti uporablja tudi kotomer v obliki trikotnika, ki omogoča tudi risanje vzporednic in pravokotnic ter merjenje razdalj (geotrikotnik).
S šestilom in ravnilom je možno natančno narisati le nekatere kote (60°, 30°, 15°ipd.). Pri risanju ostalih kotov si pomagamo s kotomerjem, vendar risanje kotov s kotomerjem ne šteje za natančno geometrijsko konstrukcijo. 